# Peruth Chemutai

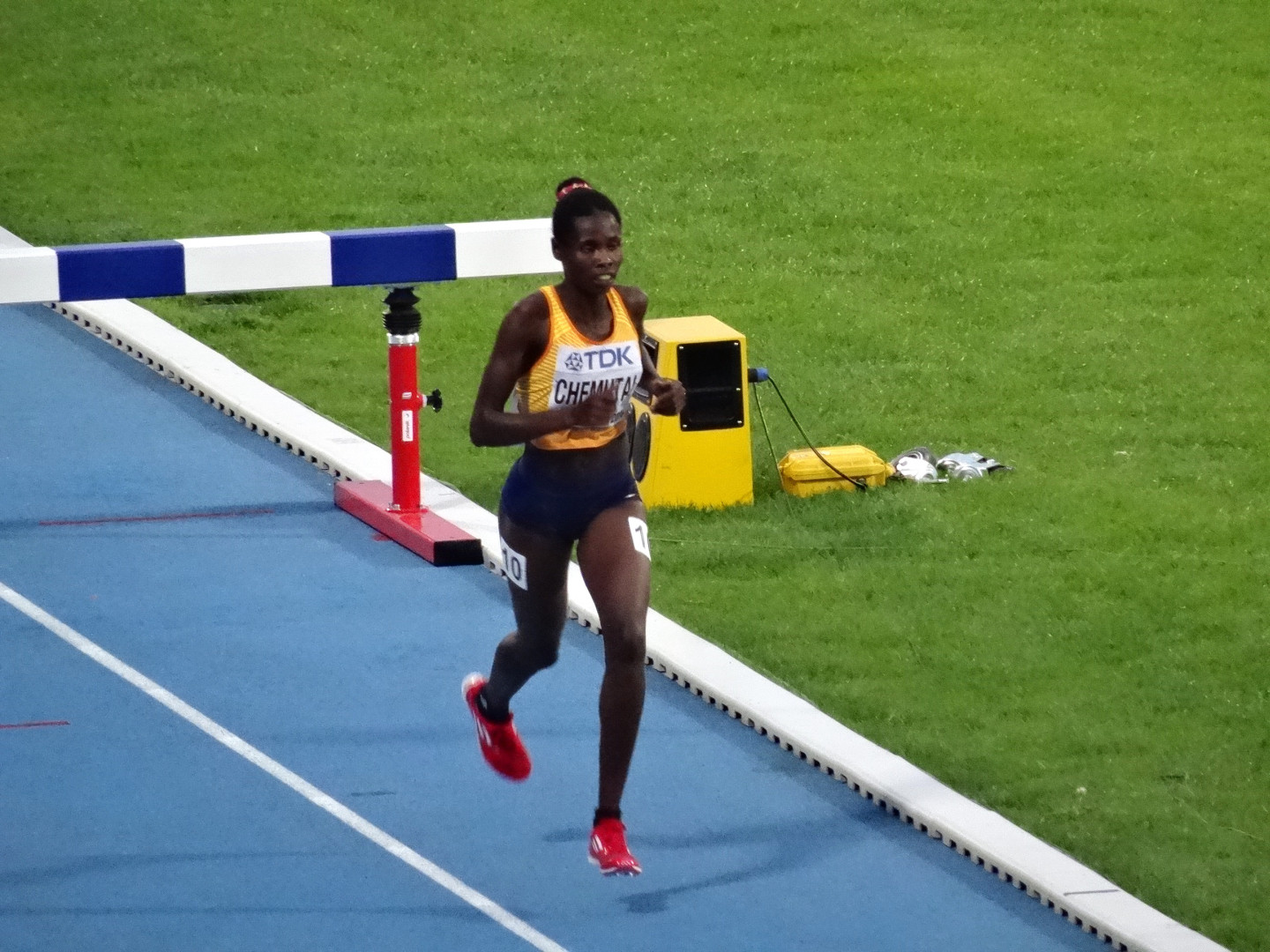
Peruth Chemutai năm 2016

Peruth Chemutai (sinh ngày 10 tháng 7 năm 1999) là một vận động viên leo dốc người Uganda. Cô đã tham dự Thế vận hội Mùa hè 2016 trong cuộc đua dốc 3000 mét nữ; thời gian 9: 31,03 của cô ấy không đủ điều kiện cho trận chung kết.
Đến từ quận Bukwo, cô đã tham gia chạy bộ vào năm 2013 sau khi tham dự Giải vô địch điền kinh quận ở Bukwo với tư cách là một người hâm mộ bình thường. Tại Đại hội Thể thao Trẻ Khối thịnh vượng chung ở Apia 2015, cô đã giành huy chương bạc ở nội dung 1500 mét và 3000 mét. Cô cũng đã tham gia nội dung nữ trẻ tại Giải vô địch quốc gia xuyên quốc gia IAAF 2017 ở Kampala, kết thúc ở vị trí thứ 7.
Tại Giải vô địch thế giới thiếu niên năm 2018 được tổ chức vào giữa tháng 7, cô đã giành được huy chương bạc đáng chú ý ở nội dung trượt dốc 3000m. Một tuần sau, tại giải đấu kim cương Monaco, cô đã lập kỷ lục quốc gia với thời gian 9: 07.94

## Giải đấu quốc tế
| Năm                 | Giải đấu                | Địa điểm            | Thứ hạng            | Nội dung            | Chú thích           |
| Representing Uganda | Representing Uganda     | Representing Uganda | Representing Uganda | Representing Uganda | Representing Uganda |
| ------------------- | ----------------------- | ------------------- | ------------------- | ------------------- | ------------------- |
| 2018                | World U20 Championships | Tampere, Finland    | 2nd                 | 3000 m s'chase      | 9:18.87             |
| 2018                | African Championships   | Asaba, Nigeria      | 5th                 | 3000 m s'chase      | 9:45.42             |